# 圣三广场 (里昂)

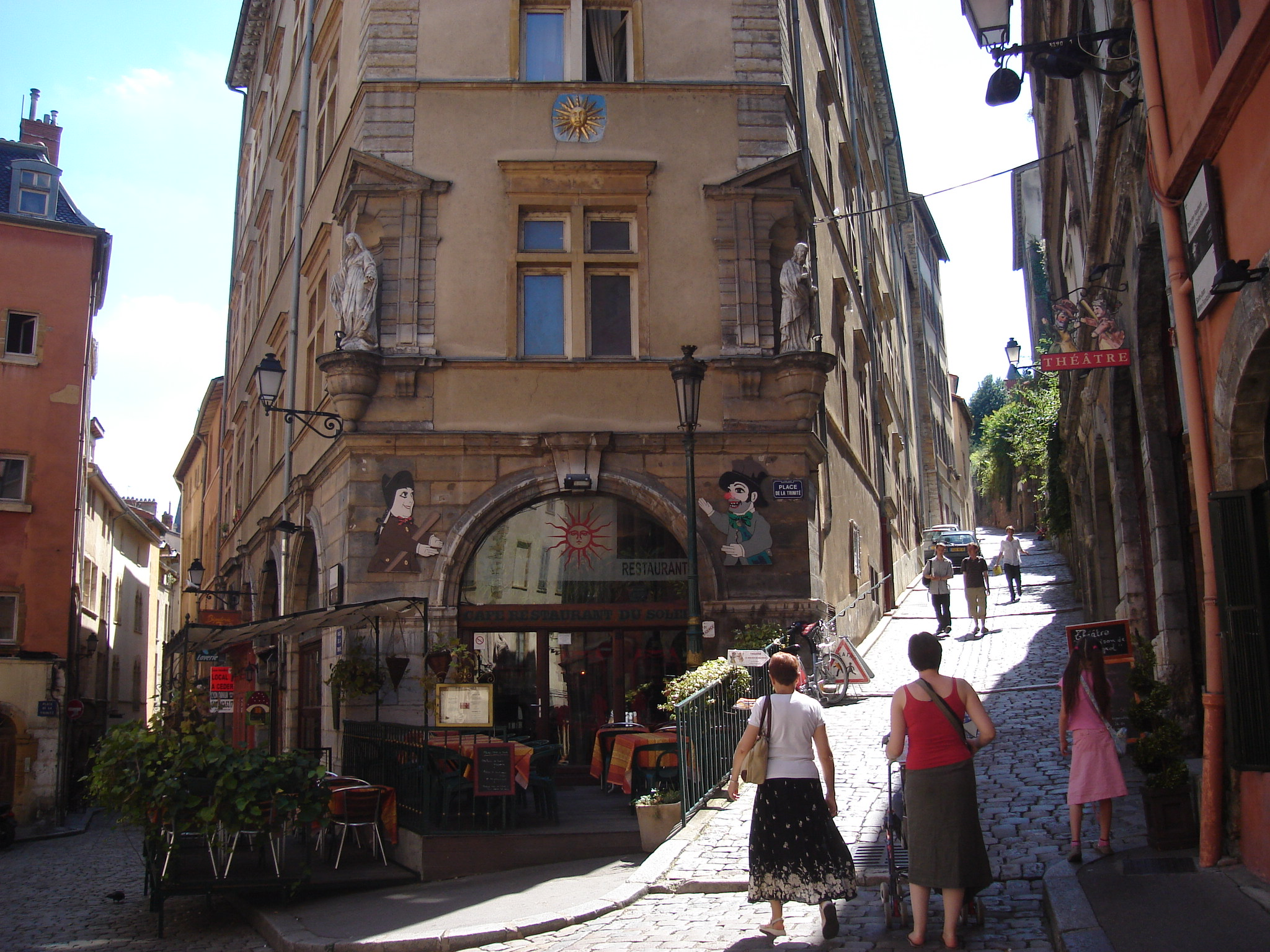
圣三广场，右侧是古尔吉永山道

圣三广场（Place de la Trinité）位于里昂第五区，富维耶山的山坡上，是几条小街的交叉口，周围被古老的建筑包围。此广场是世界遗产里昂旧城区的中心。
此处最初名为“Le treyve du Gourguillon”。1658年，卡米尔·诺伊维尔总主教将圣奥斯定修院的修士带到里昂。1664年，他们安顿在广场上的一幢房屋。由于他们属于圣三会，这个广场改名为圣三广场。法国革命后，1794年1月10日，更名为三角广场（Place du Triangle）。

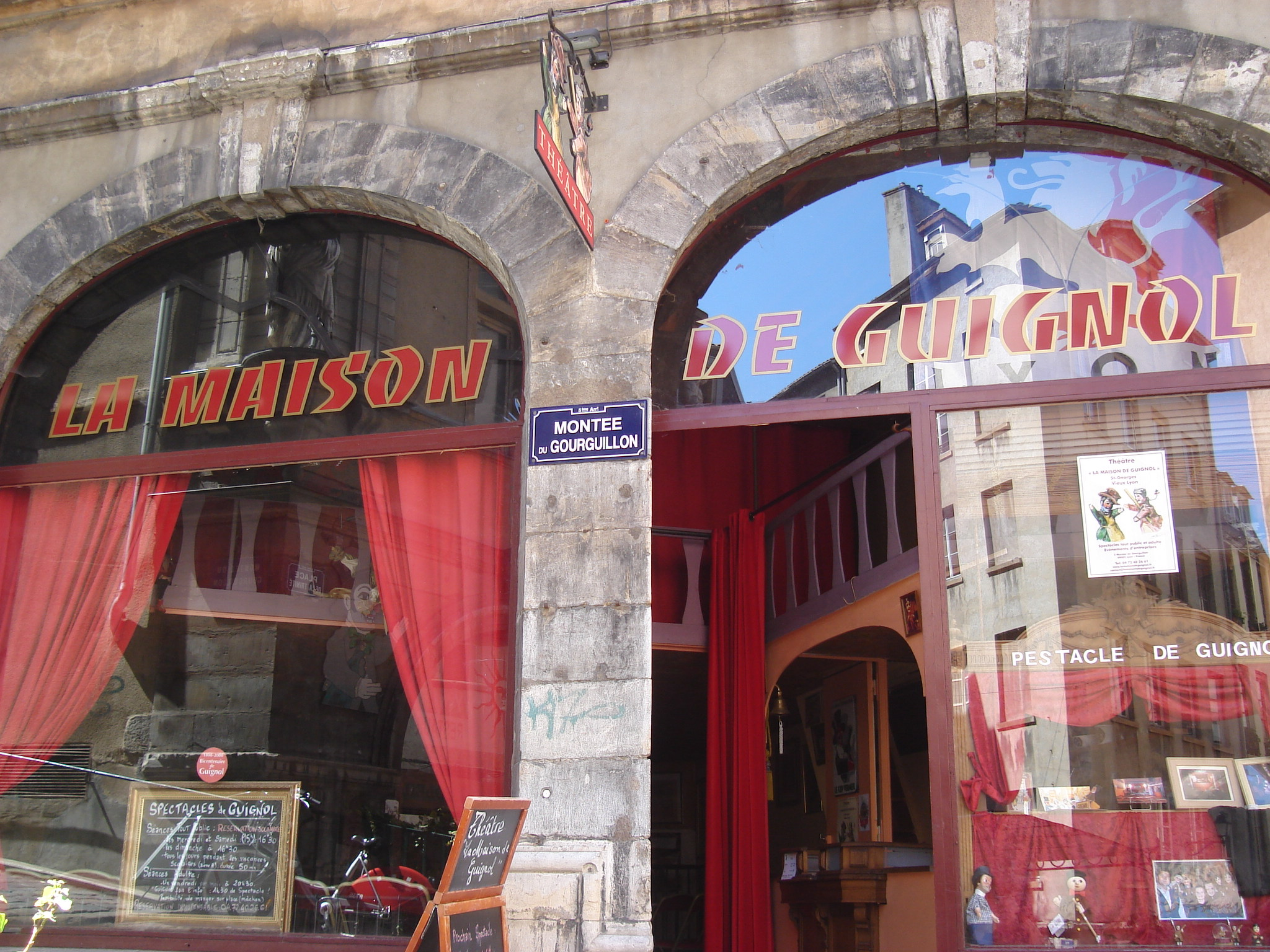
吉尼奥尔之家

广场上所有的房子都相当古老。在古尔吉永山道的转角，圣乔治街2号，是建于1723年的太阳屋，如此命名是因为第一层和第二层之间画着蓝色背景和一个金色的太阳。 太阳是18世纪的房主Barou du Soleil的标志。建筑底层目前开设同名的咖啡馆。
从古尔吉永山道（montée du Gourguillon）冲下来的水曾汇入三锥喷泉（Fontaine des Trois Cornets）。
咖啡馆和广场是吉尼奥尔剧场的传统装饰。